# Clitaetra perroti
Clitaetra perroti är en spindelart som beskrevs av Simon 1894. Clitaetra perroti ingår i släktet Clitaetra och familjen Nephilidae.
Artens utbredningsområde är Madagaskar. Inga underarter finns listade i Catalogue of Life.